# Chaquí (gemeente)
Chaquí is een gemeente (municipio) in de Boliviaanse provincie Cornelio Saavedra in het departement Potosí. De gemeente telt naar schatting 10.147 inwoners (2018). De hoofdplaats is Chaquí.